# Winsted (Connecticut)
Pour l’article homonyme, voir Winsted (Minnesota).
Winsted est une census-designated place située dans les limites de Winchester dans le comté de Litchfield au Connecticut (États-Unis). Selon le recensement de 2000, Winsted avait une population totale de 7 321 habitants.

## Géographie
Selon le Bureau du recensement des États-Unis, la superficie de la ville est de 12,5 km2, dont 12,1 km2 de terres et 0,4 km2 de plans d'eau (soit 3,31 %).

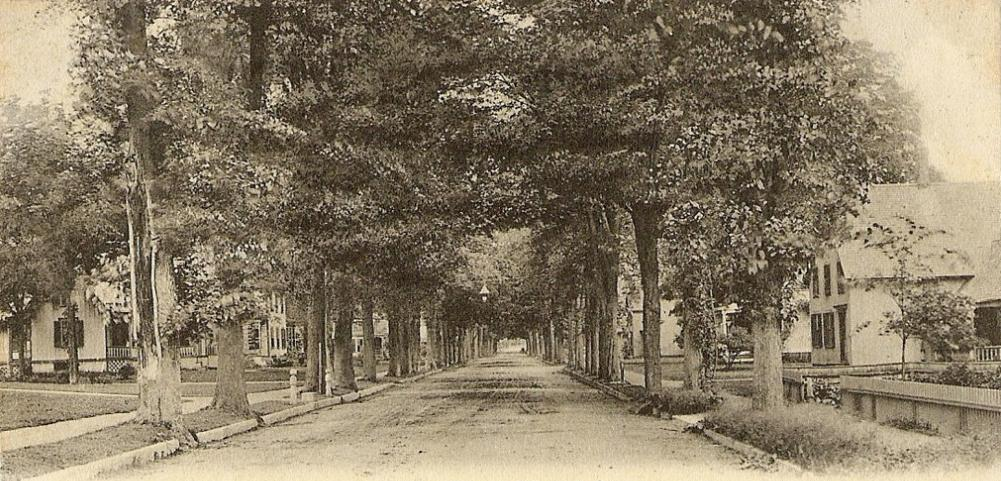
Meadow Street à Winsted aux environs de 1906.

## Démographie
D'après le recensement de 2000, il y avait 7 321 habitants, 3 072 ménages, et 1 889 familles dans la ville. La densité de population était de 604,0 hab/km². Il y avait 3 370 maisons avec une densité de 278,0 maisons/km². La décomposition ethnique de la population était la suivante : 93,28 % de blancs ; 1,53 % de noirs ; 0,23 % d'amérindiens ; 1,12 % d'asiatiques ; 0,01 % de natifs des îles du Pacifique ; 2,20 % des autres races ; 1,63 % de deux ou plusieurs races. 4,02 % de la population était hispanique ou Latino de n'importe quelle race.
Il y avait 3 072 ménages, dont 27,6 % avaient des enfants de moins de 18 ans, 44,9 % étaient des couples mariés, 12,0 % avaient une femme qui était parent isolé et 38,5 % étaient des ménages non-familiaux. 31,3 % des ménages étaient constitués de personnes seules et 14,0 % de personnes seules de 65 ans ou plus. Le ménage moyen comportait 2,36 personnes et la famille moyenne avait 2,98 personnes.
La pyramide des âges de la ville révélait ceci : 23,5 % de la population se situait en dessous de l'âge de la majorité, 7,6 % entre 18 et 24 ans, 29,0 % entre 25 et 44 ans, 23,4 % entre 45 et 64 ans ainsi que 16,5 % dont l'âge était égal ou supérieur à 65 ans. L'âge médian était 39 ans. Pour 100 femmes, il y avait 90,0 hommes. Pour 100 femmes de 18 ans ou plus, il y avait 86,7 hommes.
Le revenu médian par ménage de la ville était 40 202 dollars US, et le revenu médian par famille était $51 044. Les hommes avaient un revenu médian de $37 837 contre $25 990 pour les femmes. Le revenu par habitant de la ville était $19 804. 7,3 % des habitants et 4,3 % des familles vivaient sous le seuil de pauvreté. 9,2 % des personnes de moins de 18 ans et 7,9 % des personnes de plus de 65 ans vivaient sous le seuil de pauvreté.
| 2000  | 2010  | - | - | - | - |
| ----- | ----- | - | - | - | - |
| 7 321 | 7 712 | - | - | - | - |